# Темченко Василь Васильович
Василь Васильович Темченко (28 лютого 1876, Харківська губернія — після 1919) — український військовик, начальник Головного інтендантського управління Військового міністерства Української Держави.

## Життєпис
Народився на Харківщині. Закінчив Чугуївське піхотне юнкерське училище (1896), служив у 125-му піхотному Курському полку (Рівне). Закінчив Військово-інтендантську академію. З 6 грудня 1911 року у званні підполковника інтендант 2-ї Гвардійської кавалерійської дивізії. Учасник Першої світової війни. З 10 листопада 1915 року — полковник. З 3 березня 1916 — в. о. корпусного інтенданта Гвардійського кавалерійського корпусу. Останнє звання у російській армії — генерал-майор.
З 1 липня 1918 начальник Головного інтендантського управління Військового міністерства Української Держави. У 1919 2-й помічник Військового міністра УНР у справах постачання. З 25 серпня 1919 начальник управління 2-го помічника Військового міністра УНР у справах постачання.
Доля після грудня 1919 невідома.